# Workington Association Football Club
El Workington Association Football Club es un club de fútbol inglés de la ciudad de Workington. Fue fundado en 1921 y juega en la Conference North.